# Prawica Rzeczypospolitej
Prawica Rzeczypospolitej (deutsch „Die Rechte der Republik“, kurz Prawica (RP) oder PR) ist eine politische Partei in Polen, die im April 2007 entstand, nachdem ein Gesetzentwurf zur Änderung der Verfassung, der als maßgeblichen Punkt ein Abtreibungsverbot enthielt, letztendlich scheiterte. Daraufhin verließen der damalige Sejmmarschall Marek Jurek sowie vier weitere Abgeordnete die PiS, da sie keine Chance mehr sahen die Abtreibungsgesetze zu verschärfen.
Zusammen mit zwei Senatoren, die von der LPR übergetreten waren, war die neu entstandene Partei Prawica bis zum Herbst 2007 in beiden Kammern des Parlaments vertreten.
Programmatisch tritt sie neben der Gegnerschaft zur Abtreibung für weitere katholisch-konservative Werte in der Gesellschaftspolitik ein, beispielsweise die Ablehnung der Sterbehilfe, der In-vitro-Fertilisation und gleichgeschlechtlicher Partnerschaften. Zudem ist Prawica EU-skeptisch, wenn auch der Austritt abgelehnt wird. Darüber hinaus spricht sie sich für eine Entbürokratisierung und Liberalisierung der Wirtschaft aus und steht dem Ordoliberalismus nahe.
Als Signet verwendet die Partei einen nach rechts weisenden roten Wimpel mit einem weißen Lothringerkreuz.

## Geschichte
Bei den vorgezogenen Neuwahlen 2007 startete Prawica RP gemeinsam mit der konservativ-liberalen UPR auf Listenplätzen der nationalistischen LPR im Bündnis Liga Prawicy Rzeczypospolitej (deutsch: Liga der Rechten der Republik). 2011 startete sie erneut mit der UPR, sowie mit Stronnictwo Piast. Keines der Bündnisse konnte die notwendige Sperrklausel überwinden.
Nachdem Ende 2011 ein Bündnis beziehungsweise ein Zusammenschluss mit der PiS-Abspaltung Solidarna Polska gescheitert war, konnte für 2014 eine Übereinkunft mit PiS erzielt werden, in deren Folge Parteichef Marek Jurek bei der Europawahl im gleichen Jahr einen Sitz im europäischen Parlament erlangte. Auch bei den polnischen Parlamentswahlen 2015 zog mit Jan Klawiter ein Mitglied der Prawica über Listenplätze der PiS in den Sejm ein.
2016 beendete Prawica formal die Zusammenarbeit, da sie von Seiten der PiS zuvor de facto ausgeschlossen wurde.
Im Juni 2018 legte der langjährige Vorsitzende Jurek sein Amt nieder. Zum neuen Vorsitzenden wurde Krzysztof Kawęcki gewählt. Bei den Selbstverwaltungswahlen 2018 stellten sich die Sejmik-Kandidaten der Prawica auf Plätzen der Kukiz-Bewegung zur Wahl, auf niedrigeren Verwaltungsebenen auch über lokale Komitees oder Listen der PiS.
Anfangs des Jahres 2019 verkündete der ehemalige Vorsitzende Jurek im Zuge der anstehenden Europawahl eine Kooperation mit der gerade entstehenden Partei Federacja dla Rzeczypospolitej des Abgeordneten Jakubiak, was hinfällig wurde, nachdem dieser sich der stark EU-skeptischen Allianz Konfederacaja KORWiN Braun Liroy Narodowcy anschloss. Kurz darauf wurde eine gemeinsame Liste mit den sehr ähnlich ausgerichteten Parteien Ruch Prawdziwa Europa – Europa Christi und Zjednoczenie Chrześcijańskich Rodzin angekündigt.